# 罗坊乡 (永安市)
罗坊乡是中国福建省三明市永安市下辖的一个乡。

## 行政区划
罗坊乡共辖11个行政村，分别是：

罗坊村、吴坊村、桥头村、掩桑村、左拔村、半村、桂仁村、坪坑村、岳地村、溪源村和盘兰村。